# Американский психопат (фильм)
«Американский психопат» (англ. American Psycho) — американский сатирический фильм ужасов 2000 года по одноимённому роману Брета Истона Эллиса. Роль Патрика Бэйтмана исполнил Кристиан Бэйл.

## Сюжет
В 1989 году 27-летний инвестиционный банкир Патрик Бэйтман ведёт роскошную жизнь в Нью-Йорке, скрывая за внешним благополучием пустоту и садизм. Завидуя коллеге Полу Аллену, он убивает его и имитирует его отъезд в Лондон. Параллельно совершает жестокие убийства бездомных, проституток и случайных жертв.
Бэйтман приглашает секретаршу Джин в свою квартиру, но передумывает её убивать. Попытка задушить коллегу Луиса Каррутерса проваливается: тот принимает это за признание в любви. Детектив Кимбалл расследует исчезновение Аллена, но получает свидетельства, что тот жив.
Бэйтман теряет контроль, убивает на улице, взрывает полицейскую машину, затем в панике признаётся в десятках убийств адвокату. Однако адвокат принимает это за шутку, уверяя, что недавно видел Аллена. Бэйтман осознаёт, что его преступления либо плод воображения, либо останутся безнаказанными. «Моё признание ничего не значило».

## В ролях
| Актёр           | Роль                     |
| --------------- | ------------------------ |
| Кристиан Бейл   | Патрик Бэйтман           |
| Уиллем Дефо     | детектив Дональд Кимбалл |
| Хлоя Севиньи    | Джин                     |
| Джастин Теру    | Тимоти Прайс             |
| Джош Лукас      | Крэйг МакДермотт         |
| Билл Сэйдж      | Дэвид ван Паттен         |
| Джаред Лето     | Пол Аллен                |
| Риз Уизерспун   | Эвелин Уильямс           |
| Саманта Матис   | Кортни Роулинсон         |
| Мэтт Росс       | Луис Карутерс            |
| Кэра Сеймур     | Кристи                   |
| Гвиневер Тёрнер | Элизабет                 |

## Производство
Мэри Хэррон, до этого снявшая «Я стреляла в Энди Уорхола», стала режиссёром фильма, а также написала сценарий вместе с Гвиневер Тёрнер.
Изначально участием в фильме был заинтересован Джонни Депп. Когда ролью Бэйтмана заинтересовался Леонардо Ди Каприо, бюджет фильма резко вырос, а из проекта попросили уйти не только Кристиана Бейла, но и режиссёра Мэри Хэррон, поскольку она настаивала на участии Бейла в главной роли. Многие активисты, в том числе феминистка Глория Стайнем, были против участия одного из наиболее высокооплачиваемых актёров в этом фильме. В конце концов, Ди Каприо отказался от роли Бэйтмана ради участия в фильме Дэнни Бойла «Пляж». Хэррон позднее вернули на должность режиссёра при условии, что бюджет фильма не превысит 10 млн долларов, а на роли второстепенных персонажей будут взяты узнаваемые актёры.

## Саундтрек
1. You Spin Me Round (Like a Record) — Dope (кавер Dead or Alive)
2. Monologue 1 — John Cale
3. Something in the Air (American Psycho remix) — David Bowie
4. Watching Me Fall (Underdog remix) — The Cure
5. Huey Lewis and The News — Hip To Be Square
6. True Faith — New Order
7. Monologue 2 — John Cale
8. Trouble — Daniel Ash
9. Paid In Full (Coldcut remix) — Eric B. & Rakim
10. Who Feelin' It (Philip’s Psycho mix) — Tom Tom Club
11. Monologue 3 — John Cale
12. What’s On Your Mind — Information Society (Pure Energy mix)
13. Pump Up The Volume — M/A/R/R/S
14. Paid In Full — The Racket (remix)
15. Sussudio — Phil Collins
16. In Too Deep — Genesis

## Восприятие
Первый показ состоялся на Sundance Film Festival, при этом фильм получил смешанные отзывы. Роджер Эберт дал фильму 3 звезды из 4, при этом высоко отметив игру Кристиана Бейла. Автор оригинального романа Брет Эллис заметил, что в романе достоверность повествования главного героя двусмысленна с самого начала, в то время как в фильме это становится ясно только в конце, что, по его мнению, может запутать зрителя.
На сайте Rotten Tomatoes на основе 144 рецензий критиков, фильм имеет рейтинг 68 %, со средней оценкой 6,3 из 10.
На сайте Metacritic картина набрала 64 балла из 100, на основании 35 обзоров.
Питер Трэверс из журнала Rolling Stone высказался так: «Всякий раз, когда Хэррон роется в блестящей мишуре, она находит чувства, которые оказываются не лишёнными эмоциональности. Ужасный и весёлый „Американский психопат“ всё же может задеть оголённые нервы некоторых зрителей».

## Продолжение
В 2002 году вышел фильм «Американский психопат 2», главная героиня которого в детстве стала свидетельницей убийства Бэйтманом своей няни и убила его, после чего сама стала серийной убийцей. Примечательно, что фильм отбрасывает концепцию оригинала и представляет Патрика зрителям как реального серийного убийцу.
В декабре 2011 года было объявлено, что студия Lionsgate намерена снять новую версию «Американского психопата», ремейк должен был снять Ноубл Джонс. В сентябре 2013 года появилась информация, что Lionsgate совместно с FX TV работает над сериалом «Американский психопат», который должен стать сиквелом к фильму.
В октябре 2024 года стало известно о том, что проект вновь находится в разработке в формате полнометражного фильма. Новый Американский психопат будет именно адаптацией книги, а не ремейком ленты 2000 года. Режиссёром выступит Лука Гуаданьино.

## Награды
- 2000 — специальное упоминание Национального совета кинокритиков США за мастерство кинопроизводства
- 2000 — номинация на лучший фильм на Каталонском кинофестивале в Ситжесе